# フランクラン・D・ルーズヴェルト駅
フランクラン・D・ローズヴェルト駅（フランクラン・D・ルーズヴェルトえき、Franklin D. Roosevelt）は、フランス・パリ8区にあるパリメトロの駅。フランクリン・D・ルーズヴェルト駅と表記されることもあるが、現地ではFranklinをフランクラン、Rooseveltをローズヴェルトと発音する。
駅名は南北に走るフランクラン・デラノ・ローズヴェルト通り（アメリカ合衆国大統領フランクリン・デラノ・ルーズヴェルトにちなむ命名）からとられている。

## 利用可能な鉄道路線
- パリメトロ
  - 1号線
  - 9号線

## 駅周辺
- シャンゼリゼ通り
- モンテーニュ通り - クリスチャン・ディオール本店やセリーヌ本店など、有名ブランドのブティックが並ぶ。
- モノプリ（スーパーマーケット）

## 歴史
- 1900年7月19日、1号線ポルト・マイヨ駅 - ポルト・ド・ヴァンセンヌ駅間開通に伴い、マルブフ駅（Marbeuf）として開業。
- 1923年5月27日、9号線トロカデロ駅 - サントーギュスタン駅間延伸に伴い、9号線のロン＝ポワン・デ・シャンゼリゼ駅（Rond-Point des Champs-Élysées）が開業。
- 1942年10月6日、両駅が統合されてマルブフ＝ロン＝ポワン・デ・シャンゼリゼ駅（Marbeuf - Rond-Point des Champs-Élysées）となる。
- 1946年10月30日、フランクラン・D・ローズヴェルト駅と改称。

## 駅構造
| 相対式ホーム                   |
| ラ・デファンス方面             |
| シャトー・ド・ヴァンセンヌ方面 |
| 相対式ホーム                   |

| 相対式ホーム                   |
| ポン・ド・セーヴル方面         |
| メリー・ド・モントルイユ駅方面 |
| 相対式ホーム                   |

## 隣の駅
パリメトロ
■1号線
ジョルジュ・サンク駅（George V） - フランクラン・D・ローズヴェルト駅 - シャンゼリゼ＝クレマンソー駅（Champs-Élysées - Clemenceau）
■9号線
アルマ＝マルソー駅（Alma - Marceau） - フランクラン・D・ローズヴェルト駅 - サン＝フィリップ＝デュ＝ルール駅（Saint-Philippe-du-Roule）